# Paul Williams (fictie)
Paul Williams is een personage uit de Amerikaanse soapserie The Young and the Restless. De rol wers tussen 1978 en 2020 gespeeld door acteur Doug Davidson.

## Personagebeschrijving
Paul werd voor het eerst gezien in Genoa City in 1978 toen hij 17 jaar was.